# باول تشافيز
باول تشافيز (بالإنجليزية: FeltLike)‏ هو ملحن أمريكي، ولد في 1 يوليو 1964.